# Respighi (Mondkrater)
Respighi ist ein Einschlagkrater am östlichsten Rand der Mondvorderseite, südöstlich des Mare Undarum.
Der Krater wurde 1976 von der IAU nach dem italienischen Astronomen Lorenzo Respighi offiziell benannt.